# جوغان (دهسرد)
جوغان (بالفارسية: جوغان) هي منطقة سكنية تقع في إيران في قسم دهسرد الريفي. يقدر عدد سكانها بـ 967 نسمة بحسب إحصاء 2016.